# Greg Lake
Greg Lake (født Gregory Stuart Lake 10. november 1947, død 7. december 2016) var en britisk musiker, der var forsanger og bassist i den progressive rockgruppe Emerson, Lake & Palmer.

## Biografi
Greg Lake blev født i et beskedent hjem i efterkrigstiden i Poole, Dorset. Han besluttede sig tidligt for en musikkarriere og begyndte at spille kopinumre i de lokale bands Unit Four og The Timechecks i midten af tresserne. Lake var forsanger og guitarist i disse grupper, og disse to roller beholdt han i de to følgende grupper The Shame og The Shy Limbs. Efter bruddet med The Shy Limbs spillede Lake en overgang med The Gods, der spillede selvkomponerede numre. Her virkede Lake som bassist og forsanger, men han sværgede stadig til guitaren.
I 1968 brød Greg Lake med The Gods, og efter et stykke tid med manuelt arbejde spurgte Robert Fripp, der også stammer fra Dorset, om han ville være bassist i en ny gruppe, King Crimson, der spillede tidens moderne progressive rock. Hermed skiftede han for alvor hovedinstrument til bas. Lake medvirkede på King Crimsons første plade In the Court of the Crimson King fra 1969 og delvist på den anden plade In the Wake of Poseidon fra 1970. På dette tidspunkt havde Lake allerede besluttet sig for at bryde med King Crimson og danne en ny gruppe med Keith Emerson, Emerson, Lake & Palmer (ELP).
I ELP fortsatte Greg Lake som forsanger og bassist frem til gruppens opløsning i 1978. Supergruppen spillede også progressiv rock, men med mere fokus på klassisk musik. Sideløbende med gruppen havde Lake udgivet enkelte singler i eget navn, og den mest succesfulde er uden tvivl "I Believe in Father Christmas" fra 1975. Den kom senere med på ELP-pladen "Works volume II" fra 1977. Lake fortsatte solokarrieren efter opløsningen af ELP og udgav to plader i starten af firserne med et band, der blandt andet inkluderede Gary Moore på guitar.
I 1984 startede Keith Emerson og Greg Lake igen ELP sammen med Cozy Powell, men de brugte navnet Emerson, Lake & Powell. De udgav et enkelt album, inden Powell og senere Lake droppede projektet i 1987. Herefter arbejdede Lake på nogle små projekter, der aldrig blev udgivet.
Først med den rigtige genforening af ELP i 1992 kom Lake atter på banen. De udgav nu to plader og turnerede ved forskellige lejligheder i det meste af 1990'erne. Indimellem udgav Greg Lake yderligere to soloplader.

## Diskografi

### Album

#### Med The Gods
- Genesis. SCX 6286, 1968.

#### Med King Crimson
- In the Court of the Crimson King. ILPS 9111, 1969
- In the Wake of Poseidon. ILPS 9127, 1970.

#### For The King's Singers
- Tempus Fugit. EMC 3268, 1978.

#### Solo
- Greg Lake. CHR 1357, 1981.
- Manoeuvres. CHR 1392, 1983.
- King Biscuit Flower Hour. King Biscuit 8010-2, 1995.
- From the Underground. GL-CD3001, 1998.

### Singler

#### Med The Shame
- "Too Old to Go 'Way Little Girl" / "Dreams Don't Bother Me". POP 501, 1968.

#### Med The Shy Limbs
- "Reputation" / "Love". CBS 4190, 1969.

#### Med Emerson, Lake & Palmer
Se Emerson, Lake & Palmer.

#### For The King's Singers
- "Strawberry Fields Forever" / "Disney Girl". EMI 2851, 1978.

#### Solo
- "I Believe in Father Christmas" / "Humbug". K 13511, 1975.
- "C'est La Vie" / "Jeremy Bender". K 10990, 1977.
- "Watching Over You" / "Hallowed Be Thy Name". K 11061, 1978.
- "Love You Too Much". CHS 2553, 1981.